# Badminton-Senioreneuropameisterschaft 1997
Die Badminton-Senioreneuropameisterschaft 1997 fand vom 27. bis zum 30. März 1997 in Gateshead statt.

## Die Sieger und Platzierten

### Senioren 40+
| Veranstaltung | Gold                             | Silber                           | Bronze                        |
| ------------- | -------------------------------- | -------------------------------- | ----------------------------- |
| Herreneinzel  | Claus Andersen                   | Tariq Farooq                     | Claus Andersen                |
| Herreneinzel  | Claus Andersen                   | Tariq Farooq                     | Kim Busted                    |
| Dameneinzel   | Heidi Bender                     | Christine Black                  | Susan Orwin                   |
| Dameneinzel   | Heidi Bender                     | Christine Black                  | Christine Crossley            |
| Herrendoppel  | Claus Andersen Jesper Helledie   | Antony Evans Peter Higman        | Phil Howe Roger Taylor        |
| Herrendoppel  | Claus Andersen Jesper Helledie   | Antony Evans Peter Higman        | Trevor Hampson Ian Purton     |
| Damendoppel   | Mette Myhre Susanne Sørensen     | Christine Black Barbara Davidson | Anne Marie Walker Margo Witty |
| Damendoppel   | Mette Myhre Susanne Sørensen     | Christine Black Barbara Davidson | Pamela Dallow Andi Stretch    |
| Mixed         | Jesper Helledie Susanne Sørensen | Ian Purton Christine Crossley    | Peter Emptage Pamela Dallow   |
| Mixed         | Jesper Helledie Susanne Sørensen | Ian Purton Christine Crossley    | Kristian Hogsberg Mette Myhre |

### Senioren 45+
| Veranstaltung | Gold                               | Silber                                | Bronze                              |
| ------------- | ---------------------------------- | ------------------------------------- | ----------------------------------- |
| Herreneinzel  | Brian Wallwork                     | John Gardner                          | Hans-Jürgen Göhler                  |
| Herreneinzel  | Brian Wallwork                     | John Gardner                          | Volkmar Kelling                     |
| Dameneinzel   | Lis Rathsach                       | Hanne Gram                            | Monika Regineri                     |
| Dameneinzel   | Lis Rathsach                       | Hanne Gram                            | Christa Zeiß                        |
| Herrendoppel  | Morten Fredslund Henrik Gundtoft   | Edgar Michalowsky Erfried Michalowsky | Peter Emptage John Gardner          |
| Herrendoppel  | Morten Fredslund Henrik Gundtoft   | Edgar Michalowsky Erfried Michalowsky | Maurice Anderson Graham Holt        |
| Damendoppel   | Anne Marie Bagger Lis Rathsach     | Jette Boyer Helle Guldborg            | Ingrid Gatermann Angela Michalowsky |
| Damendoppel   | Anne Marie Bagger Lis Rathsach     | Jette Boyer Helle Guldborg            | Hanne Gram Marianne Muxoll          |
| Mixed         | Morten Fredslund Anne Marie Bagger | William Hamblett Maureen Rimmer       | Graham Holt Elizabeth Grenwood      |
| Mixed         | Morten Fredslund Anne Marie Bagger | William Hamblett Maureen Rimmer       | Christian Hansen Helle Guldborg     |

### Senioren 50+
| Veranstaltung | Gold                              | Silber                            | Bronze                           |
| ------------- | --------------------------------- | --------------------------------- | -------------------------------- |
| Herreneinzel  | David Eddy                        | Wend-Uwe Boeckh-Behrens           | Otto Eckharth                    |
| Herreneinzel  | David Eddy                        | Wend-Uwe Boeckh-Behrens           | Peter J. Wood                    |
| Dameneinzel   | Renate Knotzsch                   | Tonny Pannemans                   | Christel Skibbe                  |
| Dameneinzel   | Renate Knotzsch                   | Tonny Pannemans                   | Irene Sterlie                    |
| Herrendoppel  | Ray Sharp Paul Whetnall           | Graham Billinghurst Peter J. Wood | David Barr John Marshall         |
| Herrendoppel  | Ray Sharp Paul Whetnall           | Graham Billinghurst Peter J. Wood | Jesper Arendrup René Toft        |
| Damendoppel   | Irene Sterlie Barbara Wadsworth   | Ingelise Borelli Solveig Holm     | Inger E. Petersen Jytte Sørensen |
| Damendoppel   | Irene Sterlie Barbara Wadsworth   | Ingelise Borelli Solveig Holm     | Eva Habel Christel Skibbe        |
| Mixed         | Graham Billinghurst Wendy Arscott | Peter J. Wood Barbara Jones       | Cyril Martin Kay Brindle         |
| Mixed         | Graham Billinghurst Wendy Arscott | Peter J. Wood Barbara Jones       | Ray Murphy Elaine Bonn           |

### Senioren 55+
| Veranstaltung | Gold                         | Silber                           | Bronze                       |
| ------------- | ---------------------------- | -------------------------------- | ---------------------------- |
| Herreneinzel  | Harry Shadwick               | Siegfried Dutschke               | Reinhard Franke              |
| Herreneinzel  | Harry Shadwick               | Siegfried Dutschke               | Uwe Kopf                     |
| Dameneinzel   | Renate Buhlmann              | Beryl Goodall                    | Eileen Crossley              |
| Dameneinzel   | Renate Buhlmann              | Beryl Goodall                    | Galina Valeeva               |
| Herrendoppel  | Lars Kure Søren Nielsen      | Klaus Grothe Hans Schumacher     | Siegfried Dutschke Uwe Kopf  |
| Herrendoppel  | Lars Kure Søren Nielsen      | Klaus Grothe Hans Schumacher     | Michael Coley Harry Shadwick |
| Damendoppel   | Brenda Andrew Beryl Goodall  | Eileen Crossley Doreen Mattinson | Patricia Dyer Muriel Gayler  |
| Damendoppel   | Brenda Andrew Beryl Goodall  | Eileen Crossley Doreen Mattinson | Diane Cooper Linda Pullen    |
| Mixed         | Harry Shadwick Brenda Andrew | Hans Schumacher Renate Buhlman   | Søren Nielsen Jytte Sørensen |
| Mixed         | Harry Shadwick Brenda Andrew | Hans Schumacher Renate Buhlman   | Michael Coley Helen Pocock   |